# Locomotiva FS 740
Le locomotive a vapore del gruppo 740 delle Ferrovie dello Stato Italiane sono un gruppo nato come evoluzione del gruppo 730, costruito dalla Rete Adriatica per i servizi gravosi sulle linee appenniniche dell'Italia Centrale.

## Storia e caratteristiche
Il progetto del gruppo 740, sviluppato dalla Rete Adriatica qualche anno prima della nazionalizzazione delle ferrovie del 1905, nacque allo scopo di migliorare il servizio già buono che le locomotive del gruppo 730 svolgevano sulle linee importanti, la Porrettana, la Firenze–Roma e in genere le linee del centro-nord. Il progetto venne subito ripreso e portato avanti dalle neo-costituite Ferrovie dello Stato. Vennero costruite in 470 esemplari tra il 1911 ed il 1923. Alcune furono impiegate, come le FS 735, nel traino di treni armati della Regia Marina durante la seconda guerra mondiale.
I risultati del progetto furono eccellenti e lo prova l'alto numero di esemplari costruiti, la sua diffusione su tutto il territorio nazionale, il numero di locomotive trasformate in 741 e 743, la ripresa del progetto per la realizzazione di una versione locomotiva-tender reversibile (940) e la sopravvivenza di alcuni esemplari fino al giorno d'oggi.
Per ottenere il risultato prefissato, pur mantenendo l'architettura generale della macchina e le sue caratteristiche generali, venne adottato il sistema di alimentazione dei cilindri a vapore surriscaldato e a semplice espansione. Le modifiche fatte al progetto permisero un aumento di potenza di 80 CV, e di forza di trazione, alla velocità di 45 km/h, di quasi 500 kg in più. Il peso assiale venne mantenuto entro le 14 t per asse, valore che ne permetteva l'impiego anche sulle linee in condizioni di armamento non buone. Anche l'economia di esercizio ottenuta ripagò in maniera consistente.
Le locomotive nacquero dotate di freno automatico ad aria compressa Westinghouse e presa di vapore per il riscaldamento delle vetture viaggiatori. Per quanto riguarda il tender, venne adottato quello a tre assi per le prime unità fino alla 740.294 e per 150 locomotive successive quello unificato a carrelli da 22 metri cubi.
La pressione massima in caldaia era di 12 bar.

## Serie speciali e modifiche
A partire dal 1921 la 740.324 venne trasformata mediante il montaggio della nuova distribuzione a valvole Caprotti. La locomotiva sperimentale venne rinumerata 741.001 e in due anni percorse quasi 50.000 km con ottimi risultati. Vennero a seguito di ciò trasformate altre sei locomotive.
Nel 1937 venne iniziata l'applicazione, a vari gruppi di locomotive a vapore, del nuovo sistema di preriscaldamento dell'acqua Franco-Crosti che consentiva un'economia di carbone, in certi casi fino al 12 %. Negli anni successivi e nel dopoguerra un lotto di 81 locomotive gr. 740 ricevette l'applicazione del preriscaldatore al di sotto della caldaia, che venne innalzata, e con il fumaiolo di scarico laterale, dando una forma tipicamente asimmetrica alla macchina e costituì il gruppo 741. Un gruppo di 94 locomotive invece ebbe l'applicazione dei preriscaldatori ai due lati della caldaia e diede luogo alla nascita del gruppo 743. La modifica consentiva non solo una certa economia di carbone ma anche un certo aumento della potenza e nel caso della 743 anche dello sforzo di trazione all'avviamento. Le due serie trasformate vennero accantonate alla soglia degli anni ottanta.
Le locomotive del gruppo 740 e le sue trasformazioni avevano un rodiggio 1-4-0 e raggiungevano la velocità di 65 km/h.

## Unità rilevanti
- Locomotiva 740.002 è situata presso l'ex deposito di Rimini, non funzionante. Il futuro è da destinarsi.
- Locomotiva 740.017 si trova monumentata a Sassari.
- Locomotiva 740.019 è monumentata a Rimini presso le OGR (Off. Grandi Riparazioni) di Rimini.
- Locomotiva 740.031 compare in una delle scene iniziali del film Il trucido e lo sbirro, di Umberto Lenzi e in alcune scene di combattimento del film Quel maledetto treno blindato.
- Locomotive 740.038 e 740.293 sono utilizzate in Veneto, mantenute efficienti dall'Associazione Veneta Treni Storici. Attualmente la 740 038 è ricoverata a Verona in attesa di revisione della caldaia, nell'ottobre del 2018 la 038 è tornata in pressione con una corsa prova da Verona a Mantova e ritorno.
- Locomotiva 740.045 è esposta all'interno delle acciaierie AFV Beltrame di Vicenza.
- Locomotiva 740.054 è esposta nel centro storico di Bova dal 1987.[2]
- Locomotiva 740.063 compare in una delle scene iniziali del film Café Express, di Nanni Loy.
- Locomotiva 740.072 è esposta nella stazione di Acireale.
- Locomotive 740.095 e 740.108 (Questa locomotiva è stata riprodotta dalla Rivarossi)sono esposte al Museo di Campo Marzio a Trieste.
- Locomotiva 740.097 si trova monumentata all'interno della Fondazione Madonna di Lourdes Onlus di Cerea (VR). Utilizzata per alcune scene del film Oscar, di Dennis Dellai (2016).
- Locomotiva 740.113 è monumentata presso la Caserma Cavour, ex sede del 2º Battaglione Genio Ferrovieri, a Torino.
- Locomotiva 740.115, esposta al Museo nazionale ferroviario di Pietrarsa, è una delle macchine che hanno trainato il convoglio su cui ha viaggiato la salma del Milite Ignoto. Questa locomotiva fu trasformata in Gr741 e successivamente ritrasformata nella sua forma originaria.
- Locomotiva 740.123 è stata utilizzata nel film Quel maledetto treno blindato ed è stata usata per diversi anni come manovratore di vagoni merci a Civitavecchia. Di questa locomotiva si persero le tracce.
- Locomotive 740.130 e 740.311 sono accantonate nel Deposito Locomotive di Cremona.
- Locomotiva 740.135 è stata utilizzata nel film Joan Lui e in Superfantozzi ed è monumentata presso Roma San Lorenzo.
- Locomotiva 740.143, dal 2015 è monumentata presso lo stabilimento della Hitachi (ex Ansaldobreda) a Pistoia.
- Locomotiva 740.144 in attesa di revisione, è assegnata al deposito di Ancona o di Fabriano.  Questa locomotiva è stata riprodotta dalla Rivarossi.
- Locomotive 740.151 e 740.303 sono accantonate presso il Deposito Locomotive di Cagliari.
- Locomotiva 740.160 è conservata nel deposito di Fabriano che accompagnò l'ultimo viaggio della linea Fano-Urbino.
- Locomotiva 740.171 si trova all'ingresso del centro abitato di Zagarolo (Roma).
- Locomotiva 740.192 è esposta in Via Chiesa Camerano a Poggio Berni in provincia di Rimini per ricordo della Ferrovia Santarcargelo-Urbino costruita ma mai inaugurata.
- Locomotiva 740.244, è stata revisionata a Pistoia. Oggi è perfettamente funzionante ed è regolarmente utilizzata per il servizio Treni Storici della Fondazione FS Italia da Siena ad alcune località toscane circostanti. Appare sulla confezione dell'espansione "Italia" del famoso gioco in scatola Ticket to Ride.
- Locomotiva 740.278 è stata rimessa in pressione nel mese di agosto 2017, presso il deposito rotabili storici di La Spezia Migliarina del Museo Nazionale dei Trasporti della Spezia, rimanendo disponibile (e ampiamente utilizzata) per treni storici fino al 2 Giugno 2023, data in cui appena prima di effettuare il treno storico della Valsugana, la rottura di 10 tubo bollitori ne ha decretato uno stop fino alla riparazione.[3]. Effettua la riparazione, la macchina in questione è stata sottoposta anche ad un intervento estetico-conservativo presso la Squadra Rialzo di Milano, grazie alla meritoria opera di personale volontario. Rimessa in pressione, ha egregiamente effettuato tutta la stagione 2024 dei treni storici in Lombardia.
- Locomotiva 740.282 è parcheggiata in abbandono a Santhia, sotto un cavalcavia, nei pressi delle ex officine Magliola, in pessimo stato di conservazione.
- Locomotiva 740.287 è esposta in prossimità della  Stazione FS di Lamezia Terme Centrale, di recente è stata completamente restaurata.
- Locomotiva 740.299, è esposta, insieme a delle carrozze "Corbellini", a Pioltello e usata come bar.
- Locomotiva 740.300 è in restauro per monumento a Porto Empedocle. Questa locomotiva è stata usata nella realizzazione de Il padrino, di Francis Ford Coppola, dove compare in una delle scene ambientate in Sicilia nel 1946.
- Locomotiva 740.296 si trova a Roma Smistamento.
- Locomotiva 740.351 è esposta sul piazzale antistante la Stazione FS di Pescara Centrale dove sorgeva il piazzale dei binari della vecchia stazione di Pescara, in piazza della Repubblica.
- Locomotiva 740.409, si trova a Pistoia in attesa della revisione. Funzionante (ex DRS Rimini). nell'ottobre e novembre 2021, ha effettuato il servizio del 100º anno del Milite Ignoto.
- Locomotiva 740.423 è utilizzata in Sardegna per effettuare treni speciali a carattere turistico, organizzati dall'associazione Sardegnavapore[4].
- Locomotiva 740.436 è stata utilizzata nel film Le comiche ed è monumentata a Roma in via di Portonaccio 175 00159 nella sede dell'Italcertifer. La macchina è però priva del vomere ed ha il tender dell'unità 625.101, alla quale è stato dato il suo.
- Locomotiva 740.451 si trova monumentata a Verona, all'esterno delle officine di Porta Vescovo, dove precedentemente vi era collocata la Gr746.038. Un modello di questa locomotiva è stato riprodotto dalla Rivarossi. Si tratta in assoluto della prima locomotiva a vapore recuperata, restaurata e riportata in esercizio in Italia nei primi anni '90 a cura di un piccolo gruppo di ferrovieri fiorentini che di lì a poco fondarono l'odierna Associazione Toscana Treni Storici "Italvapore".
- Locomotiva 740.452 si trova a Siracusa, nell'omonima stazione.
- Locomotiva 740.439 si trova a Cornuda (TV) nel parco di un ristorante[5].
- Le locomotive 740 329 e 462 sono accantonate ad Arezzo LFI in attesa di un ripristino funzionale.

## Galleria d'immagini

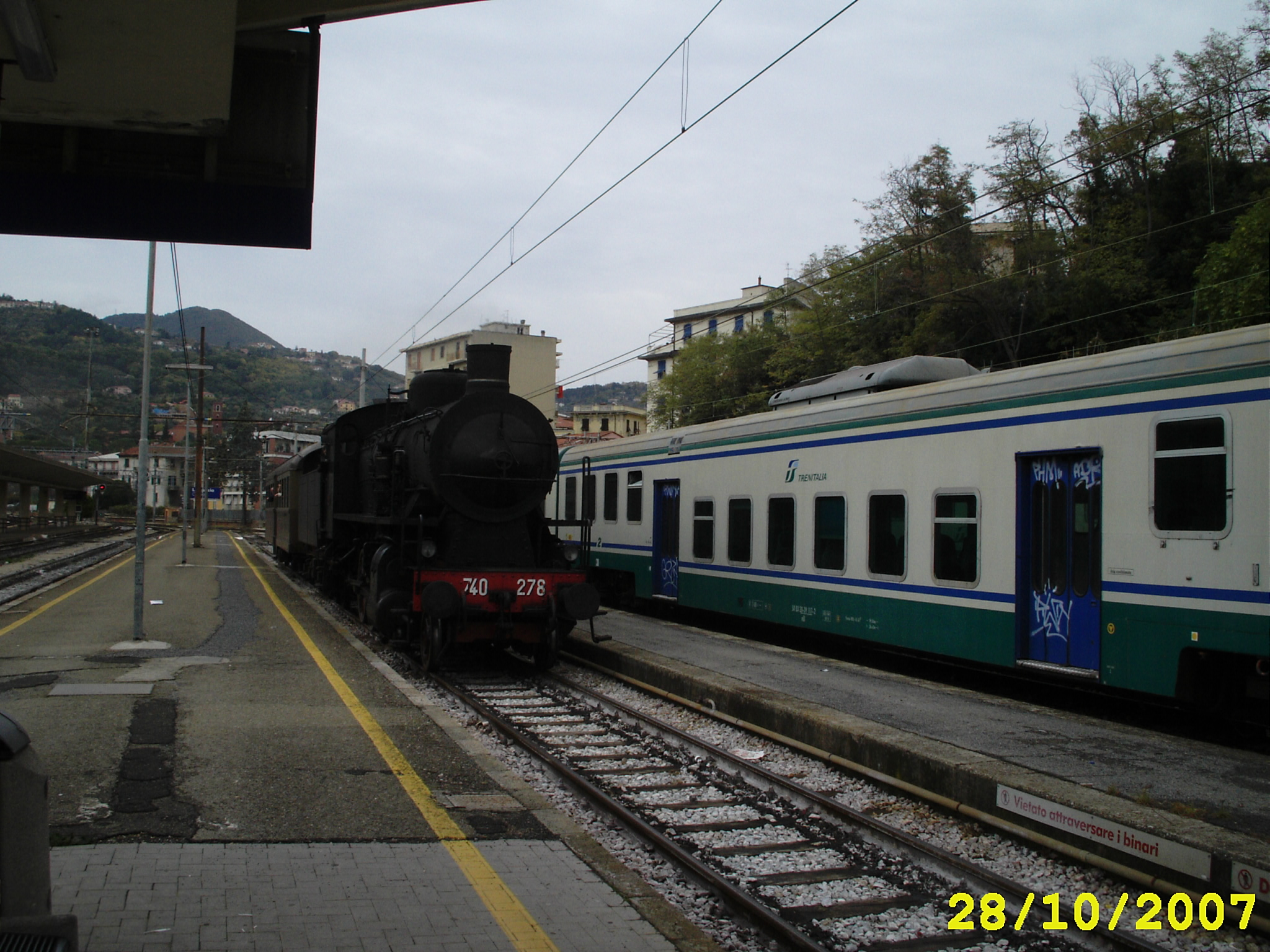
La locomotiva Gr.740.278 durante un servizio storico alla stazione di La Spezia Centrale.
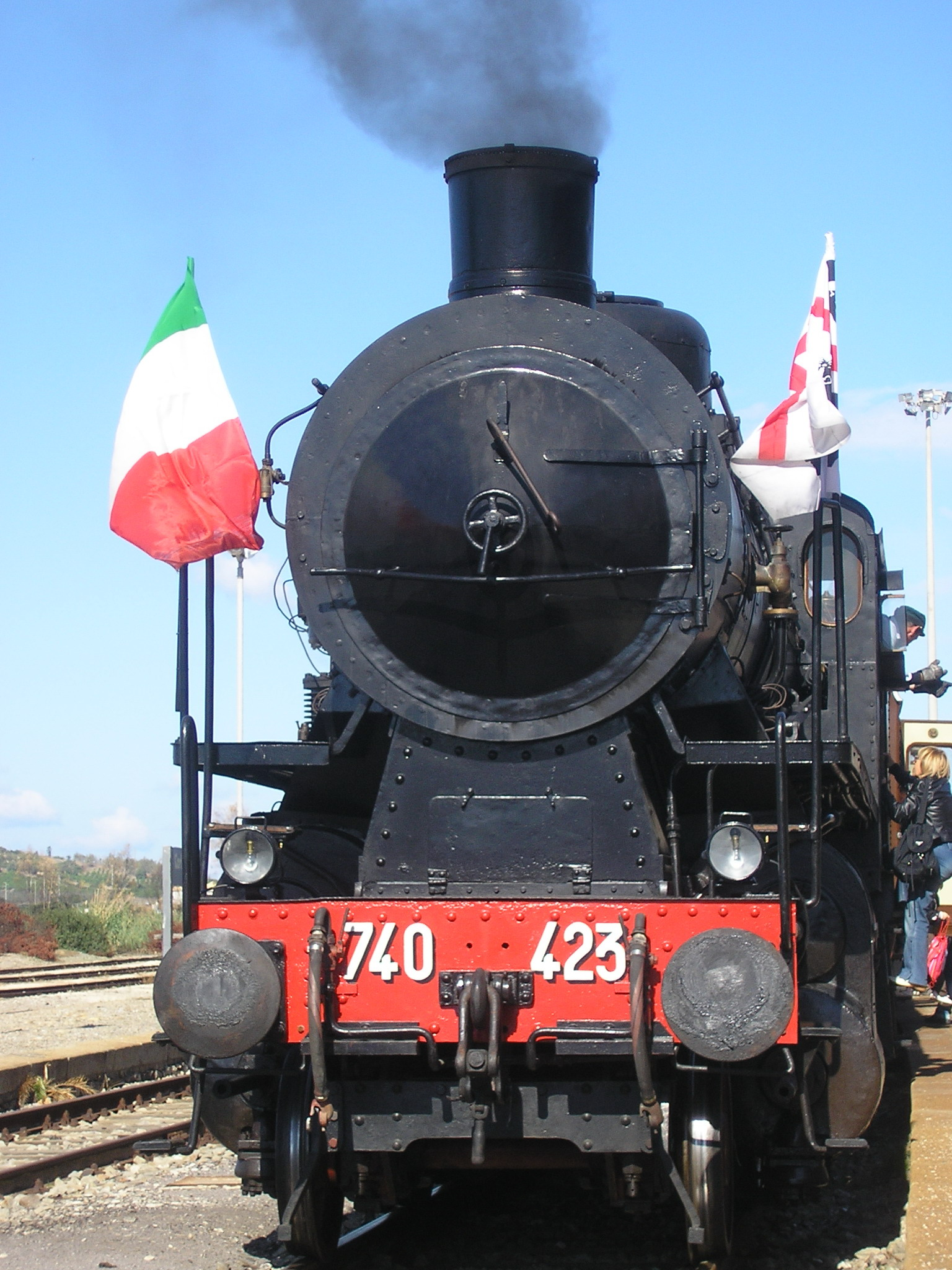
La locomotiva Gr.740.423, utilizzata in Sardegna per convogli turistici.
- Una locomotiva Gr.740, in composizione ad un treno storico.
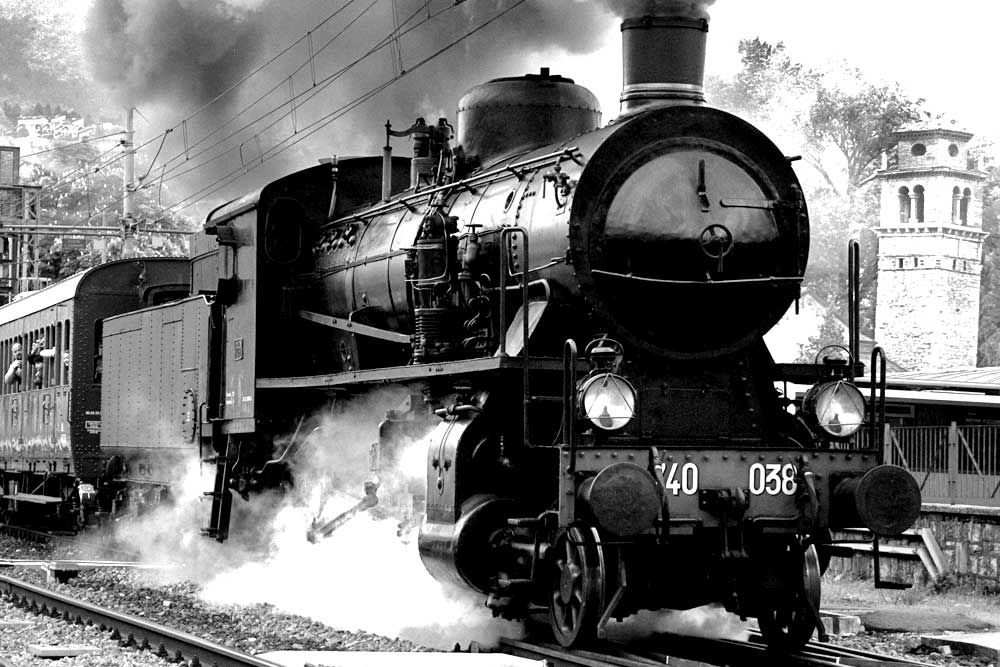
La locomotiva Gr.740.038, alla stazione di Trento, 29 aprile 2006.
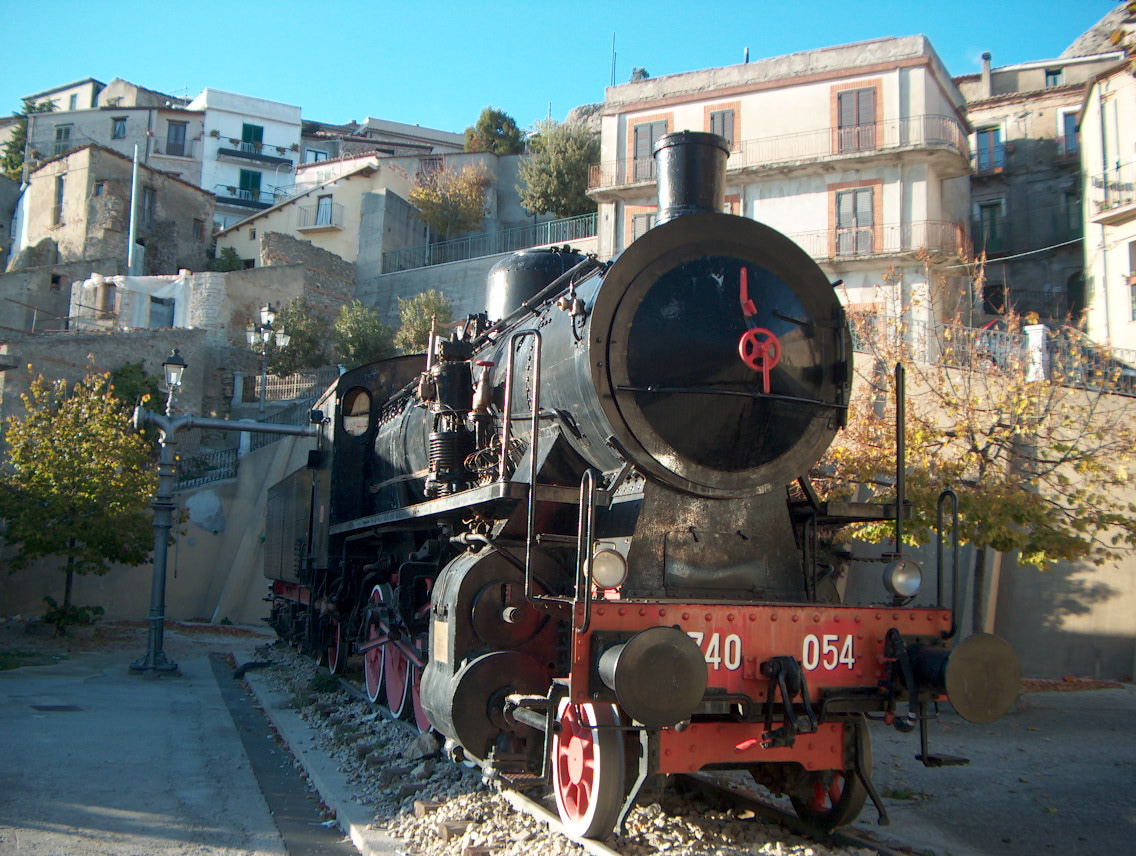
La locomotiva Gr.740.054 monumentata a Bova.
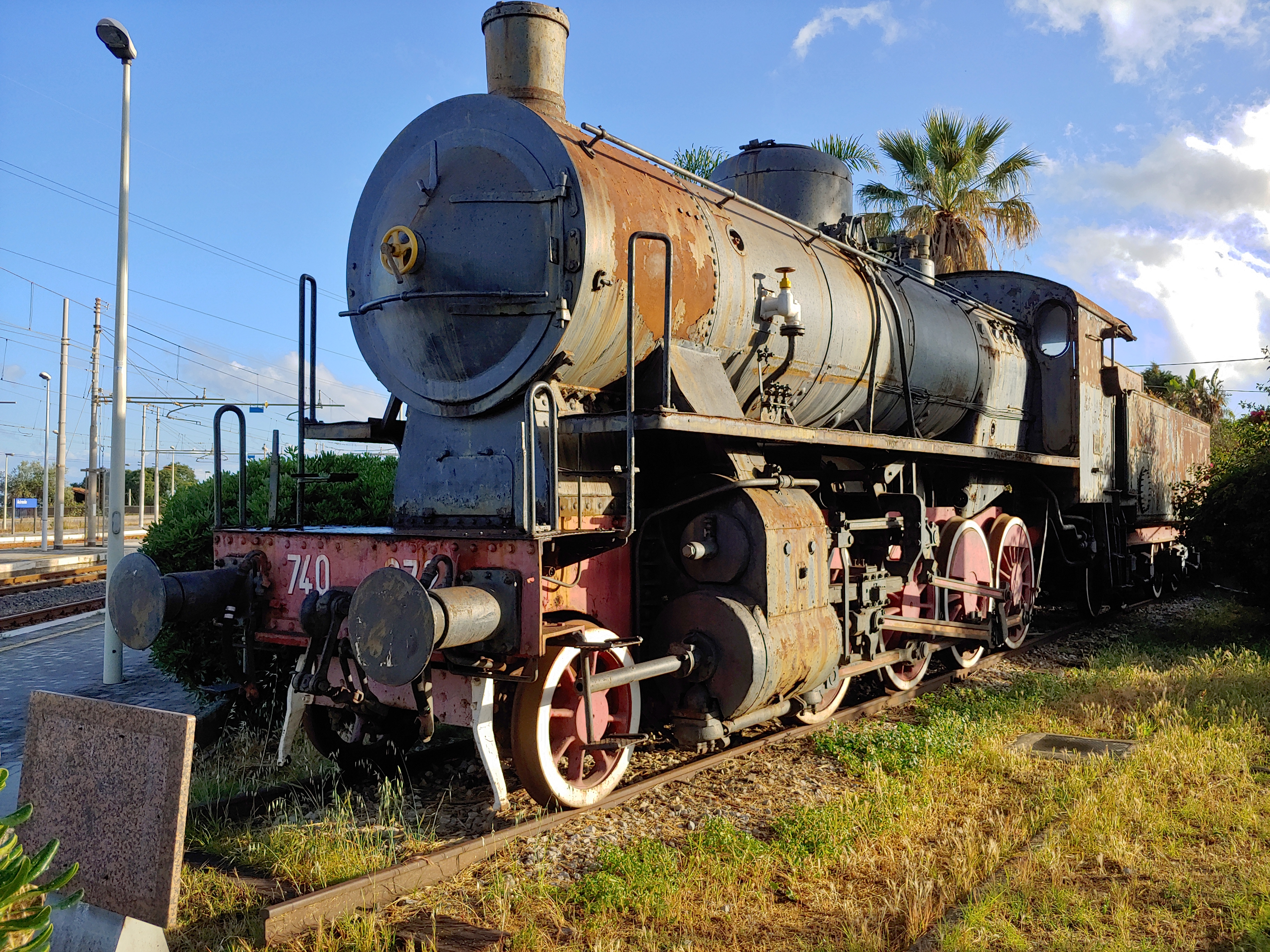
La locomotiva a vapore Gr.740.072 esposta alla stazione di Acireale.

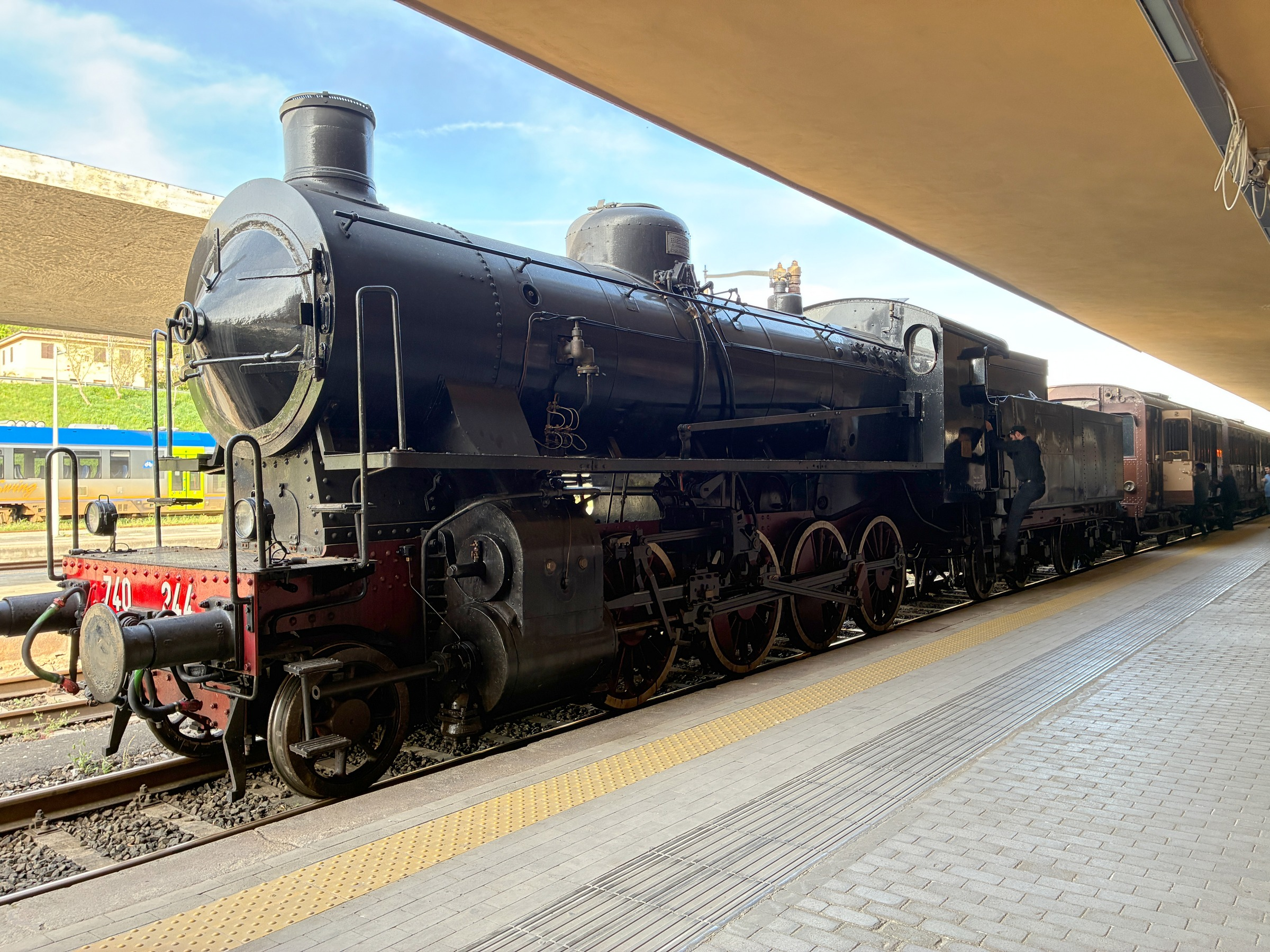
Locomotiva 740.244 presso la stazione di Siena nell'Aprile 2025.

### Fonti a stampa
- Le locomotive a vapore delle Ferrovie dello Stato Italiano nel 1905 e nel 1911, in Rivista tecnica delle ferrovie italiane, 1 (1912), n. 1.
- Album FS, 1915-1923.
- Istruzione FS, 1940.
- Istruzione FS, 1971.
- Corbellini, 1955.
- Diegoli, 1961.
- Alessandro Mascini, Le nuove locomotive americane da merci "Consolidation" per le Ferrovie dello Stato paragonate colle similari di tipo e costruzione italiana. Gruppi 735, 740, in Rivista tecnica delle ferrovie italiane, 12 (1917), n. 6.
- Vicuna, 1968.
- Vicuna, 1986.

### Storiografia e complementi
- Musi neri in azione , Duegi editrice (DVD).
- Briano, 1977.
- Cornolò, 1998.
- Damen, Naglieri, Pirani, 1971.
- Bruno Maurri, 50 anni sulla 740, in I treni, 29 (2008), n. 304, p. 26-30.
- Aldo Riccardi, 740. Le signore in nero, in Tutto treno, 21 (2008), n. 219, p. 24-31 e tav., n. 220, p. 28-34.
- Gian Guido Turchi, 740, quasi un secolo, in I treni, 29 (2008), n. 304, p. 18-25.